# VS 5
『VS 5』（ヴァーサス ファイブ）は、A.B.C-Zの5作目のスタジオ・アルバムで2018年5月23日にリリース
。

## 概要
アルバムのテーマは「VS」(対決)。「昨日までの自分たちに挑戦状をたたきつける！」「過去の自分たちを越えていく！」という自分たち自身へのメッセージも込められている。
リード楽曲は『Future Light』と『Rock with U』。『Future Light』は「自分自身との闘い」をテーマとしたアップテンポなEDM楽曲でMusic Clipの振付はふぉ〜ゆ〜の福田悠太が担当。『Future Light』が主題歌であった塚田僚一主演映画『ラスト・ホールド!』に出演したジャニーズJr.のSnow ManもMusic Clipに参加している。『Rock with U』のMusic Clipでは約一年ぶりにTAKAHIROが振付/演出を担当。「A.B.C-Z VS TAKAHIRO」をテーマにダンスパフォーマンスメインの映像となっている。
通常盤のCDには「橋本良亮 VS 五関晃一」、「戸塚祥太 VS 河合郁人 VS 塚田僚一」によるユニット曲が追加収録される。メンバーユニット楽曲の収録はグループにとってこれが初めてとなる。

## 収録曲

### CD
※ユニット曲は通常盤のみ収録。
1. Rock with U [3:31]
作詞：Komei Kobayashi、作曲：Kevin Charge, Erik Lidbom, MLC、編曲：岩田雅之
  - 本作のリードトラック
2. Burn ハート [3:37]
作詞：上中丈弥、作曲：Albi Albertsson, Didrik Thott, Kirstine Lind、編曲：CHOKKAKU
3. Steal Your Lips [3:28]
作詞：EMI K.Lynn、作曲：David Amber, Andy Love、編曲：David Amber
4. ツカズハナレズ [4:34]
作詞：タナカヒロキ、作曲：SHIBU, YU-G、編曲：井手コウジ
5. 誰のものでもないこの道を [3:44]
作詞：EMI K.Lynn、作曲：SiZK, Stephen McNair、編曲：SiZK
6. はらはらひらふる [3:42]
作詞・作曲・編曲：Tommy & Sammy
7. 終電を超えて〜Christmas Night [5:10]
作詞：タナカヒロキ、作曲：LEGO BIG MORL、編曲：生田真心
  - 4thCDシングル「終電を超えて〜Christmas Night/忘年会! BOU! NEN! KAI!」の1曲目
8. DESTRUCTION!! [3:47]
作詞：MiNE、作曲：MiNE, Atsushi Shimada、編曲：Atsushi Shimada
9. 街角 [4:43]
作詞・作曲・編曲：森大輔
10. 忘年会! BOU! NEN! KAI! [3:54]
作詞・作曲：前山田健一、編曲：CHOKKAKU
  - 4thCDシングルの2曲目
11. トリプルラッキー!!! [4:38]
作詞：三浦徳子、作曲：Steven Lee, Christofer Erixon, Joakim Bjornberg、編曲：生田真心
12. Forget How To Forget [5:07]
作詞：岩里祐穂、作曲：山田竜平、編曲：石塚知生
13. Future Light [4:04]
作詞：ENA☆、作曲：Fredrik "Figge" Bostrom, 川口進, 佐原康太、編曲：佐原康太
  - 本作のリードトラック
  - 塚田僚一主演 映画『ラスト・ホールド!』主題歌
14. Get up! [3:44] - 橋本 VS 五関
作詞：Komei Kobayashi, MiNE, Christofer Erixon、作曲・編曲：ジョセフ・メリン
15. 好きなんだ… [4:37] - 戸塚 VS 河合 VS 塚田
作詞：ma-saya、ラップ詞：戸塚祥太, 河合郁人, 塚田僚一、作曲：VaChee, 小川裕太郎、編曲：原田ナオ

### DVD

#### 初回限定盤A
1. 「Future Light」Music Clip
2. Making of「Future Light」Music Clip
3. Making of Jacket Shooting
4. A.B.C-Z VS 5番勝負 〜記憶力と集中力を爆発させろ！〜

#### 初回限定盤B
1. 「Rock with U」Music Clip
2. Making of「Rock with U」Music Clip
3. ダンシング五関先生 VS メロディ先生 〜トリプルラッキーを掴むのはどっちだ!!!〜